# Maasstroompje
Maasstroompje é um tipo de biscoito amanteigado típico de Rotterdam, nos Países Baixos. O nome do biscoito é uma referência ao rio Novo Mosa (em holandês, Nieuwe Maas). 
A massa dos biscoitos é feita de farinha de trigo, manteiga, açúcar, sal e limão. Ela é esticada até tornar-se fina, e então são feitas linhas com uma pasta de amêndoas (frangipane ou amandelspijs) sobre a massa. Depois de ser assada, a massa deve ser cortada em retângulos, de maneira que todos os biscoitos tenham uma faixa de pasta de amêndoas.

## História
Os maastroompjes foram criados pelo padeiro Gerrit Slob em 1934. No início da década de 1930, ele e sua esposa abriram uma padaria e casa de chá em Rotterdam. Em 1934, uma ação da associação de padeiros local em conjunto com o Vereniging voor Vreemdelingenverkeer (VVV, associações promotoras do turismo nos Países Baixos) promoveu um concurso de criação de um novo confeito que representasse a cidade. Slob e sua esposa desenvolveram a receita original dos maastroompjes, que venceu o concurso.
Durante a Segunda Guerra Mundial, a padaria foi destruída em um incêndio, e a família cessou a produção dos maastroompjes. A neta de Slob, Inge Bodmer, retomou a produção dos biscoitos em 2013. A receita segue a original, mas usa exclusivamente ingredientes orgânicos em sua produção.